# Skeč
Skeč (iz engleskog: sketch = skica)  je kratka kazališna komedijska predstava koja obično završava poantom. Često su duhovitog, komičnog ili satiričnog sadržaja, obično o aktualnoj temi. Obično se koristi iznenađujući satirični ili trenutni humor.
Stilski je slična kabaretu. Traju uglavno ne duže od pet do deset minuta. Scene se rijetko mjenjaju.